# 将革命进行到底
《将革命进行到底》是时任中国共产党中央委员会主席毛泽东为新华社撰写的1949年新年献词。1949年1月6日至8日中共中央政治局会议讨论并通过毛泽东起草的决议《目前形势和党在一九四九年的任务》，重申“必须将革命进行到底，而不容许半途而废”。

## 内容
文章称，必须“用革命的方法，坚决彻底干净全部地消灭一切反动势力，不动摇地坚持打倒帝国主义，打倒封建主义，打倒官僚资本主义，在全国范围内推翻国民党的反动统治，在全国范围内建立无产阶级领导的以工农联盟为主体的人民民主专政的共和国。”

## 评价
《中国共产党的九十年》写道，这是毛泽东针对蒋介石求和活动而发出的“将革命进行到底”的伟大号召。秦立海认为，《将革命进行到底》虽然由国民党求和引起，但内容则是针对对和谈抱有希望的部分民主党派和民主人士。